# عقدة فراشة

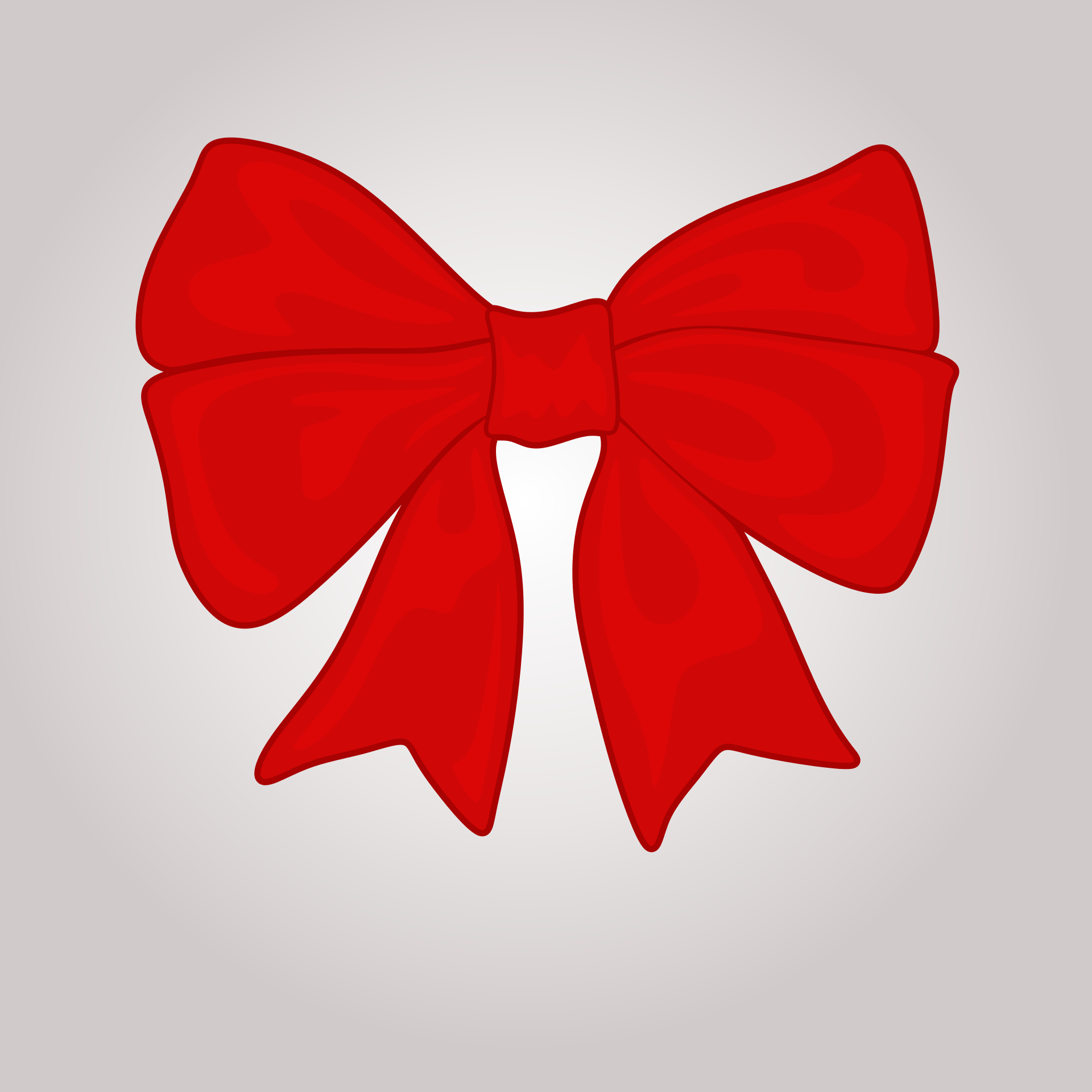
عقدة الفراشة.

عقدة الفراشة وهي عقدة على شكل فراشة عادةً تستخدم لزينة، وتعد من كماليات التجميل، عقد فراشة مزدوجة على مجموعة من علب الهدايا.
تختلف عقدة الفراشة عن عقدة الأنشوطة، بأن الأخيرة تنحل بسهولة على عكس عقدة الفراشة.
عقدة الفراشة المزدوجة وهي عقدتان أو أكثر من عقدة واحدة من عقدة الفراشة.

## إستخدامتها

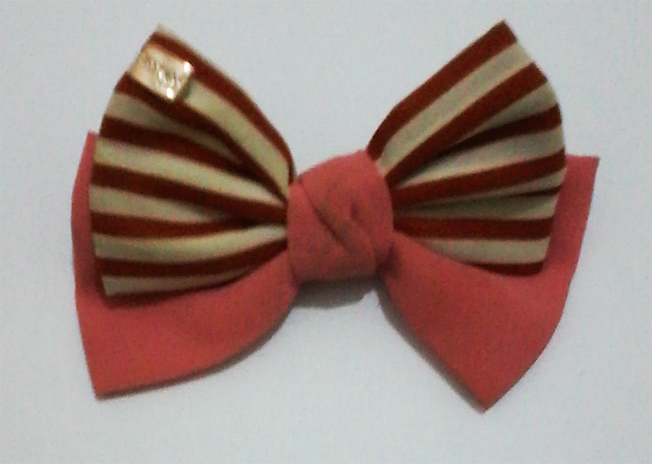
عقدة الفراشة.

- تستخدم كربطة شعر.
- تستخدم ربطة لصندوق الهدايا.
- قد تسخدم لربط الحذاء بإمعان.

## مقالات ذات صلة
- أنشوطة
- أربة فراشية